# Rose (chanson, 1981)
Pour les articles homonymes, voir Rose.
Pistes de Dans la vie en vrai
Sur un fil Si je ne parle pas
Rose est une chanson d'Anne Sylvestre parue en 1981 dans l'album Dans la vie en vrai.

## Historique
Cette chanson a été inspirée à Anne Sylvestre par un fait divers lu dans la presse. 

« Dans le cas de Rose, c’est vraiment un fait divers, mais ce n’était pas seulement le fait divers qui m’avait fait réagir, c’était la façon dont il était relaté. C’était un petit article dans un journal qui parlait de cette infanticide qui avait seize ans et qui ironisait sur la pauvre fille en disant : « Alors voilà, elle a dit qu’elle ne l’aimait pas. Elle ne l’aimait pas ! », comme si l’instinct maternel était absolument obligatoire, inné, etc. Cette gamine de seize ans qui s’était fait coller un moutard, elle n’avait pas eu l’instinct maternel, elle n’avait pas su comment faire. J’avais été scandalisée par cette espèce de suffisance du journaliste du haut de son stylo ! Le désarroi, ça existe ! »

## Thématique
Rose raconte l'histoire d'une adolescente qui  n'a pas eu d'éducation sexuelle et n'utilisait donc pas de contraception. Elle se retrouve enceinte, et de plus rejetée par sa famille, alors qu'elle n'a pas encore la maturité pour s'occuper d'un enfant,.
L'enfant meurt de négligences de la jeune mère inexpérimentée (« Elle ne savait pas, et vous devez me croire, qu'un enfant ça diffère un peu d'une poupée »). Rose est alors jugée pour infanticide. La chanson dépasse alors le fait divers tragique pour se changer en réquisitoire contre une société qui abandonne les mères adolescentes mais qui se donne bonne conscience en les condamnant en cas d'accident,.